# Weinfest Meißen

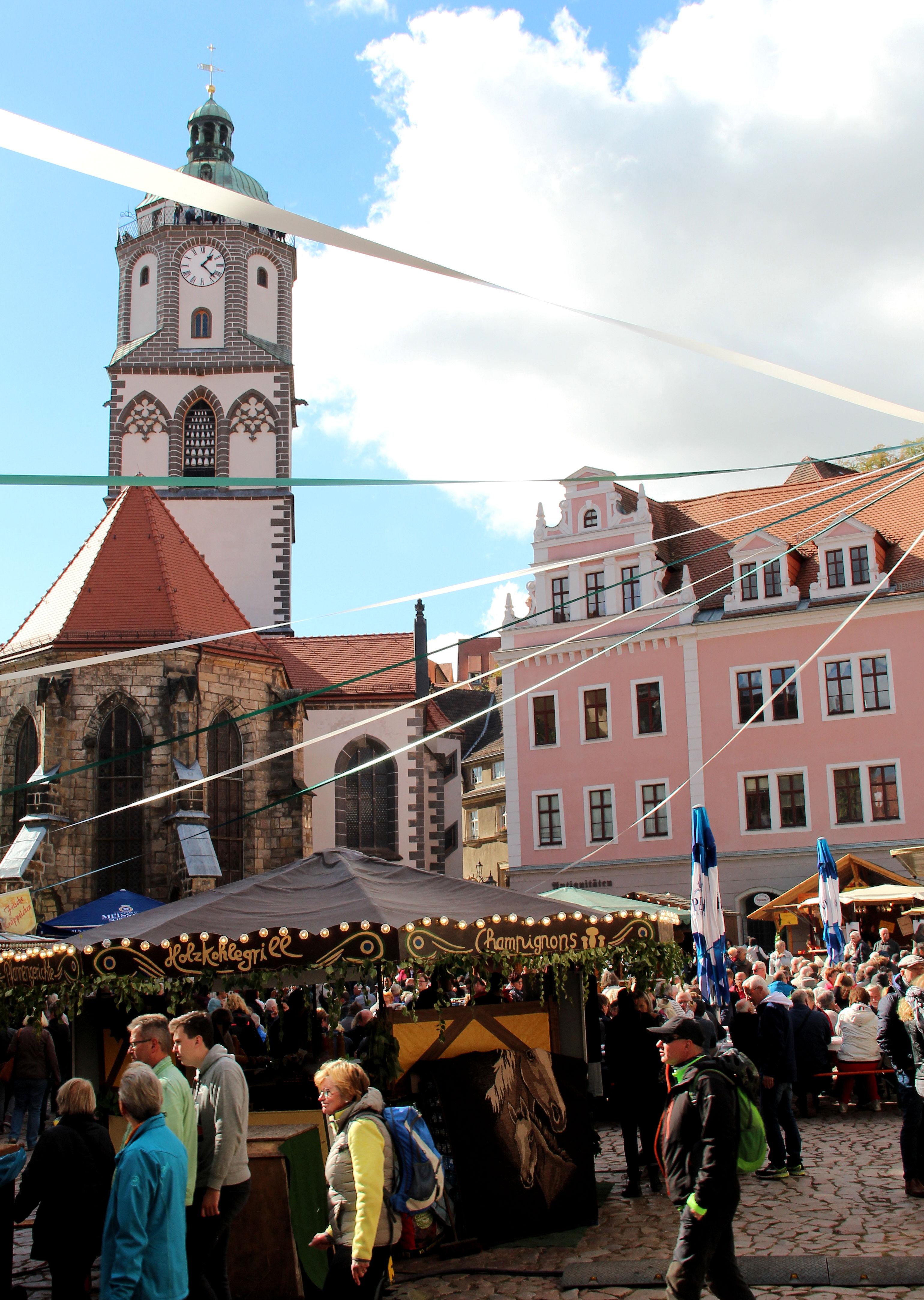
Weinfest in Meißen auf dem Marktplatz 2018

Das Weinfest von Meißen ist ein jährliches Volksfest und gleichzeitig das größte Fest in der sächsischen Stadt Meißen. Veranstalter ist der Meißner Gewerbeverein, der das Fest im Auftrag der Stadt Meißen organisiert. Dabei stellen auch die Winzer der Region die neuesten Weine dem Publikum vor. Die Festlichkeiten finden meist über drei Tage an einem Septemberwochenende statt. Sie beginnen am Freitagabend und enden am Sonntagabend mit einem Höhenfeuerwerk an der Elbe. Seit 2020 findet das Weinfest in einer etwas abgeänderten Form statt. Um größere Menschenansammlungen zu vermeiden, werden die Feierlichkeiten auf das gesamte Stadtgebiet verteilt. Im Jahr 2025 findet das Weinfest vom 19. September 2025 bis zum 21. September 2025 statt. Neben dem traditionellen Festumzug am Sonntag gibt es wieder viele Bühnen in der Altstadt, auf denen Künstler für Musik und Unterhaltung sorgten.

## Geschichte

### Historischer Ursprung
Das heutige Weinfest hat wohl seinen historischen Ursprung durch den Weinanbau in dieser Region Sachsens gefunden. Demnach wird bei Meißen seit dem Jahre 1161 Wein angebaut. Wenn die Traubenernte eingebracht war, gab es schon damals Feste der Winzer, die noch gemeinsam mit dem Erntedankfest gefeiert worden sind.

### Religiöser Ursprung
Der religiöse Ursprung des Festes zeichnet sich zum einen an der christlichen Feier ab – als ein Fest im Herbst, bei dem die Gläubigen beim Erntedankfest Gott für die Gaben der Ernte danken. Zum anderen hat das Fest eine enge Beziehung mit den vielen legendenhaften Berichten über das Leben von Bischof Benno von Meißen, wobei der Wein meist eine große Bedeutung hat. Benno ist Schutzpatron von München und der heutigen Diözese Dresden-Meißen.

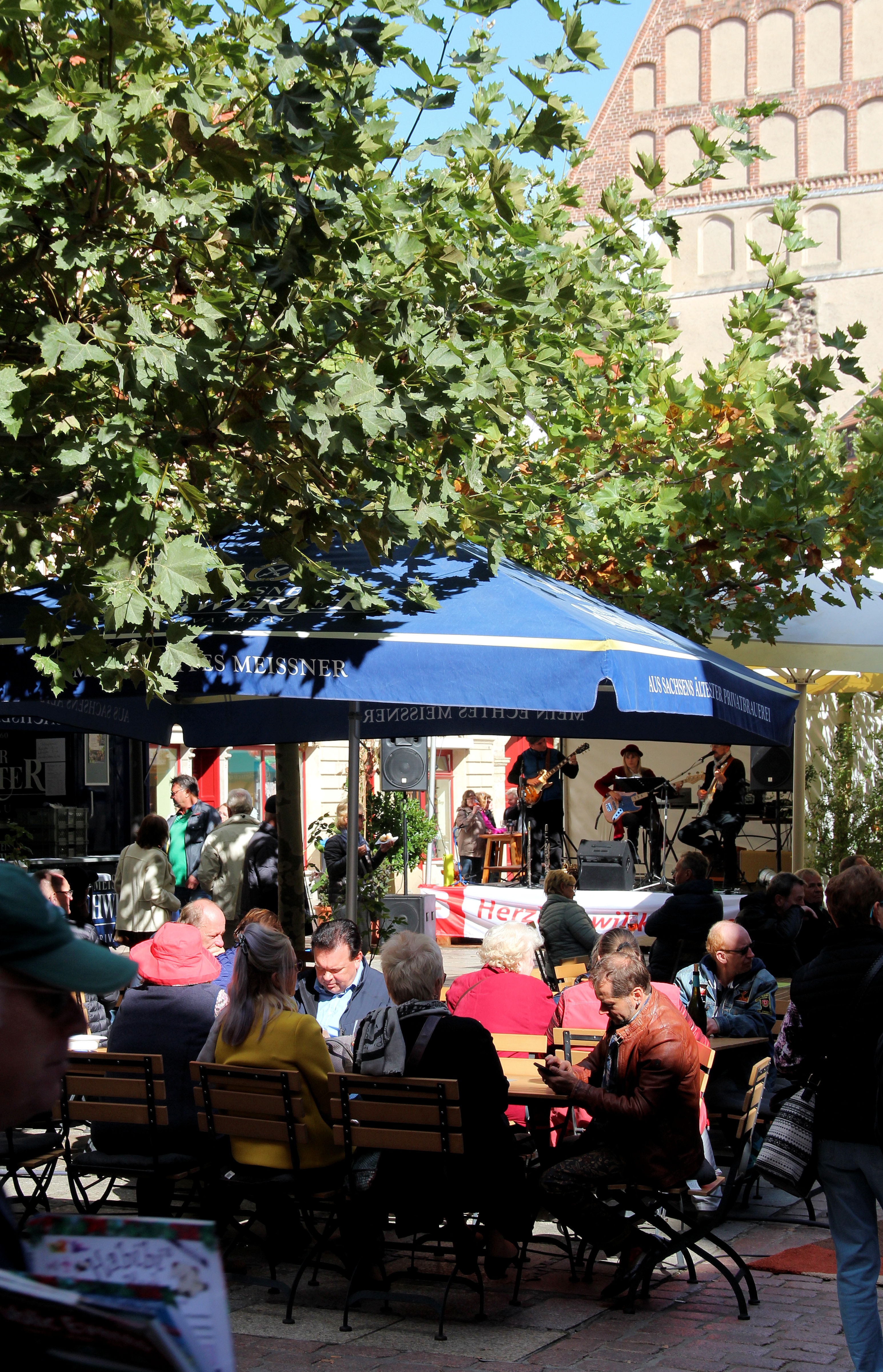
Weinfest in Meißen am Kleinmarkt 2018
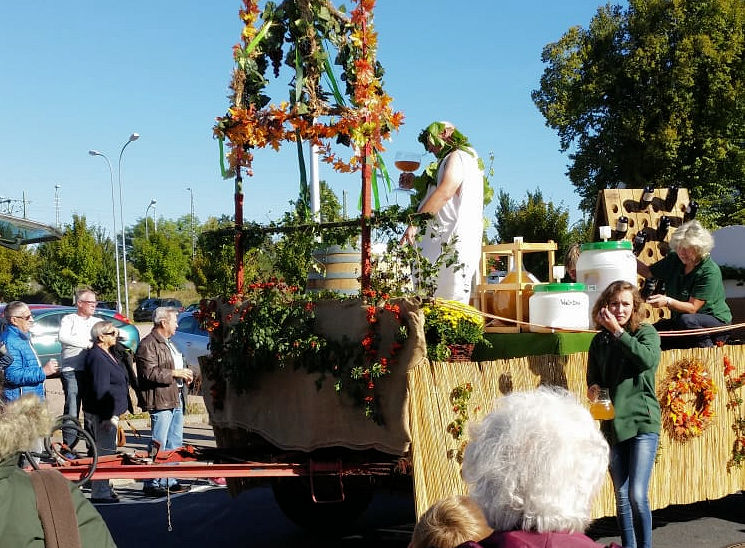
Weinfest in Meißen Festumzug
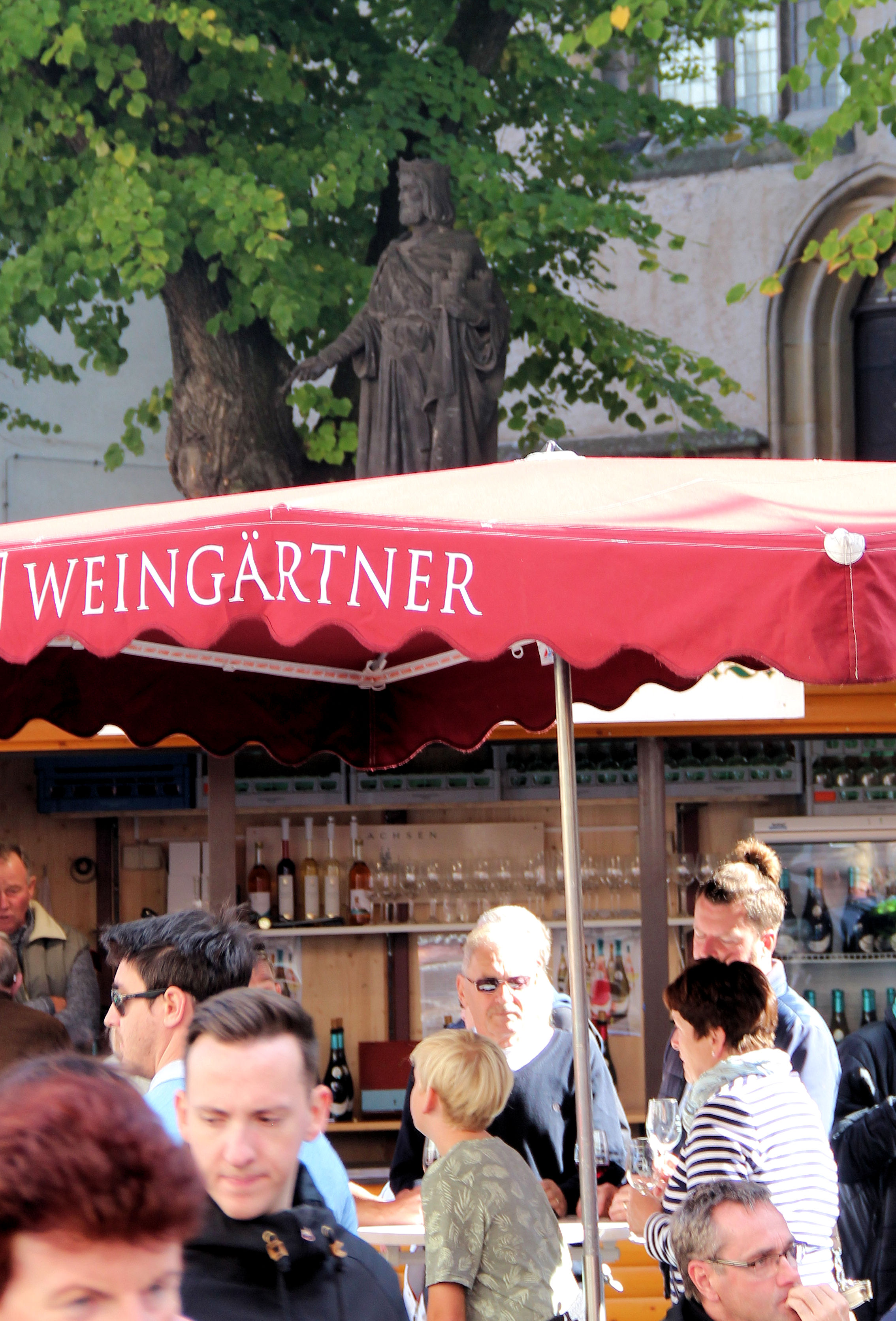
Weinfest Meißen am Heinrichsplatz 2018
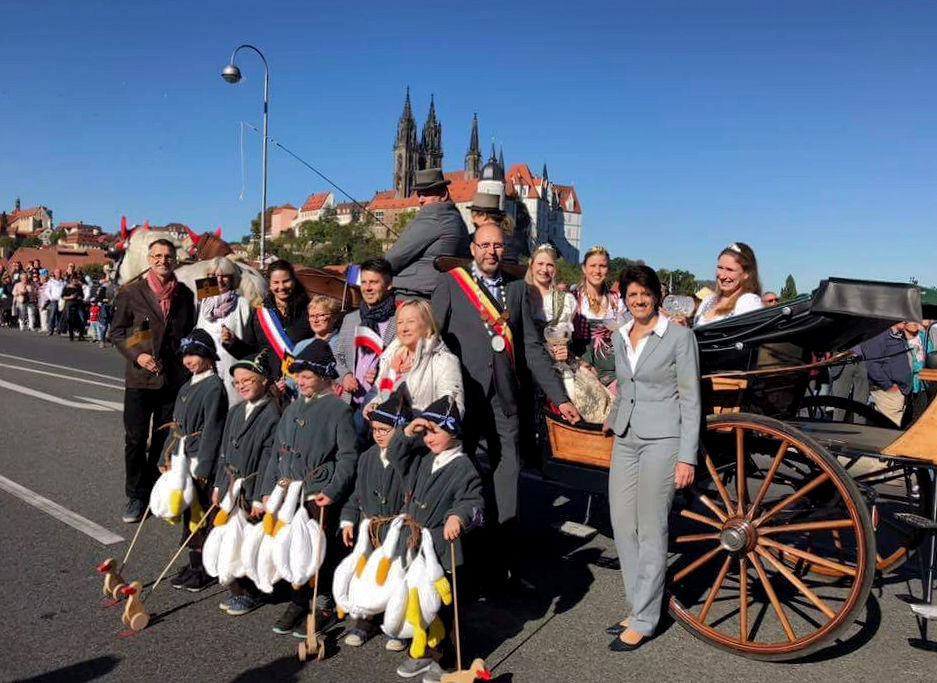
Ein Festwagen mit dem Oberbürgermeister der Stadt Meißen 2018
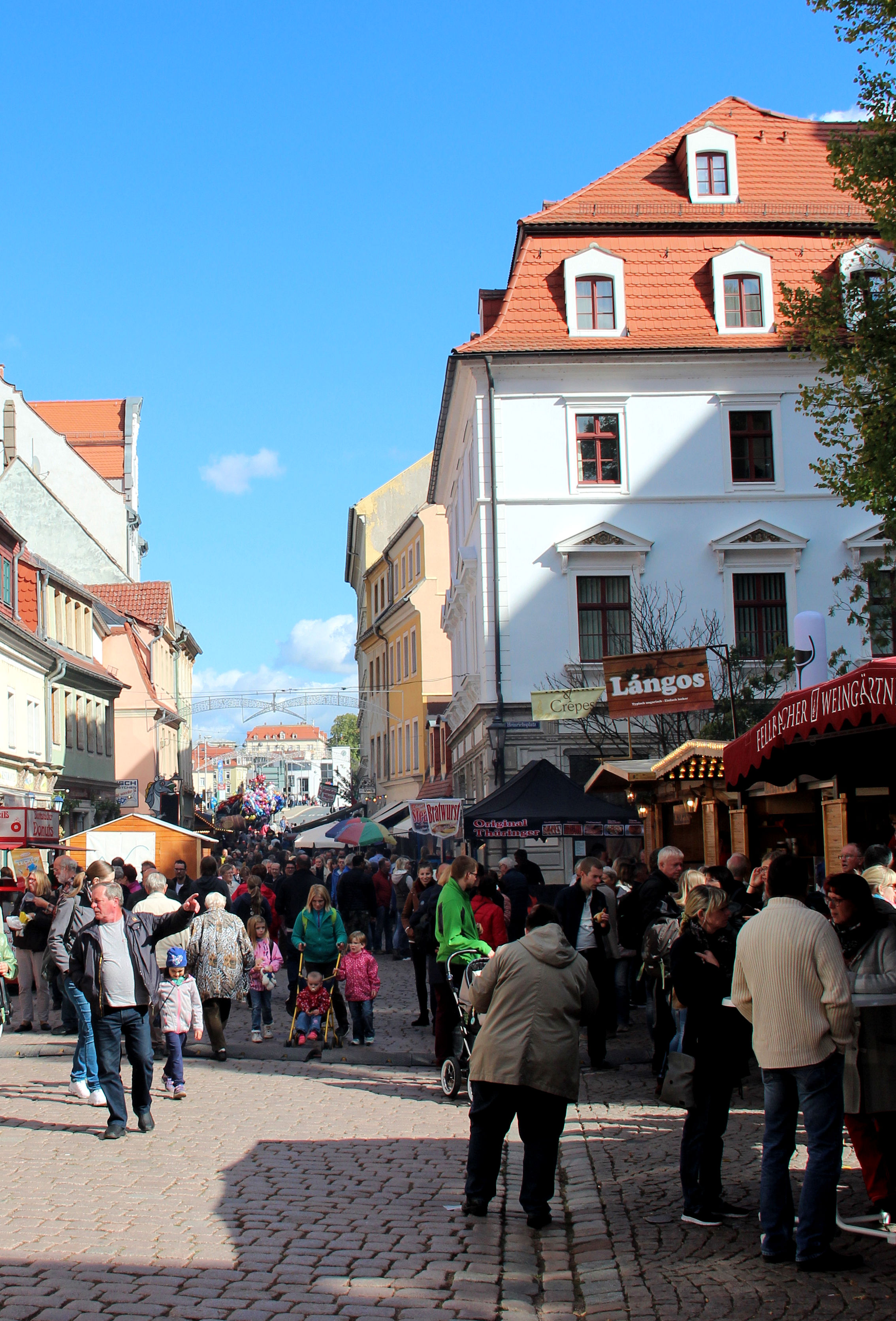
Weinfest Meißen 2018 Blick in die Elbstraße
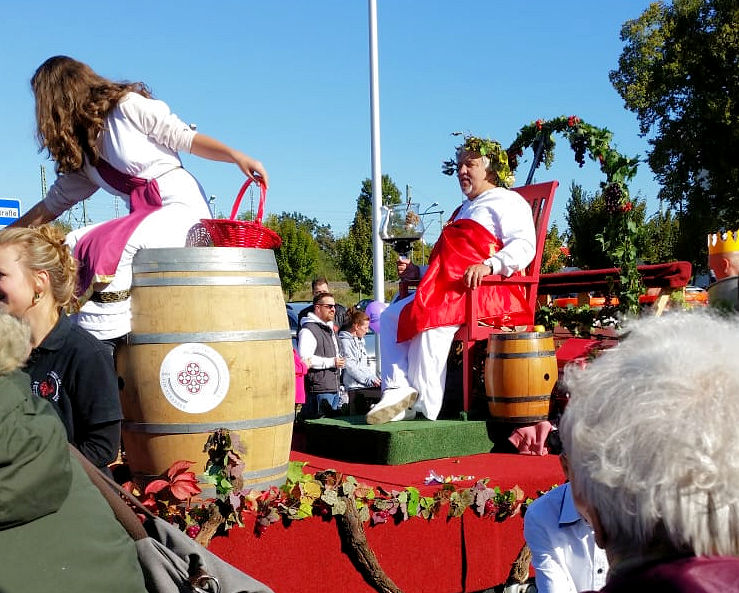
Ein Wagen im Festumzug zum Weinfest Meißen 2018

### Entwicklung seit 1929
Das Fest hatte viele Namen, bis es schließlich nur noch als Weinfest bezeichnet wurde. Besonders in den 1930er Jahren wurde ein traditionelles „Mostfest“ veranstaltet. In dieser Zeit und auch noch später missbrauchte man nicht selten die speziell zum Fest ausgegebenen Programmschriften für politische Propaganda. Bis zum Jahre 1949 wurde das schon immer vom Volksmund selbst betitelte Weinfest noch offiziell als „Kreiserntefest“ gefeiert. Es folgten erneut Namen wie „Erntefest“ oder „Traditionelles Wein- und Erntefest“. Ab dem Jahre 1953 nutzte man wieder den Namen Weinfest. Der Termin variierte zwischen August und Ende September. Ebenfalls gab es Unterschiede, ob die einzelnen Veranstaltungen kostenfrei waren oder mit geringem Entgelt bezahlt werden mussten. Dafür verkaufte man als Eintrittskarte über Jahre hinweg Medaillen aus Feinsteinzeug oder Biskuitporzellan, die in der Porzellanmanufaktur Meißen mit unterschiedlichen Motiven gefertigt wurden. Doch gab es auch in einigen Jahren Festabzeichen aus anderen Materialien. Sie waren aus Leder oder auch Metall gefertigt. Sogar Kunstblumen-Motive mit bedruckten Schleifen kamen vor. Wer solch eine Medaille, Plakette oder Abzeichen trug, hatte meist freien Eintritt zu den öffentlichen Festplätzen und Veranstaltungen.
Dort wurde aber nicht immer Wein aus der Region angeboten. In der DDR waren Weine aus Meißen ein begehrter Exportartikel und man musste daher meist auf Importe aus dem sozialistischen Ausland zurückgreifen. Auch die traditionell angebotenen Tafeltrauben wurden importiert und in großen und ausreichenden Mengen verkauft. Es gab immer wieder Großveranstaltungen auf dem Burghof der Albrechtsburg zum Weinfest, bei denen namhafte Künstler auftraten. Weitere kulturelle Veranstaltungen auf Freilichtbühnen im Stadtgebiet gehörten ebenfalls fest zum Weinfest. Dazu gab es noch zahlreiche Schausteller und Fahrgeschäfte. Ein Höhepunkt war damals auch die sogenannte „Burgbeleuchtung“. Dabei wurden Albrechtsburg und Dom mit bunten Lichtern eindrucksvoll illuminiert. Mit mehreren, oft wechselnden Hauptattraktionen wird das Fest noch heute begangen. Ein fester Bestandteil ist davon der sonntägliche Weinfestumzug geblieben, der mit vielen festlich geschmückten Wagen durch die gesamte Stadt zieht. Auch die Tradition mit dem Abschlussfeuerwerk hat sich erhalten. Ein persönlicher Besuch der Sächsischen Weinkönigin zum Weinfest Meißen war bis zum Jahre 1997 obligatorisch. Seit dem Jahr 1998 besuchen die „Weinhoheiten“, das sind nun eine Weinkönigin und zwei Prinzessinnen, regelmäßig das Fest. Die „Weinhoheiten“ werden vom Weinbauverband Sachsen im Rahmen einer besonderen Wahlveranstaltung für ein Jahr gewählt.

## Medaillen
Medaillen aus Feinsteinzeug oder weißem Biskuitporzellan als Eintrittskarte zum Meißner Weinfest wurden erstmals im Jahre 1933 ausgegeben und später von verschiedenen Künstlern der Porzellanmanufaktur Meißen gestaltet. Sie werden noch heute von Spezialsammlern gesammelt und sind einzeln in der Medaillen-Fachliteratur beschrieben sowie katalogisiert worden. Sie alle tragen die gekreuzten Kurschwerter als Symbol der Manufaktur; vereinzelt kommen farbige Dekore auf den Stücken vor.

## Sonstiges
- Besucherzahlen: Im Jahre 2008 kamen zum Weinfest Meißen bis zu 60.000 Besucher. Im Jahre 2016 zählte man ca. 50.000 Besucher und zum Weinfest 2017 ca. 45.000 Besucher.[5]